# Fève de cacao
Pour les articles homonymes, voir Fève (homonymie).

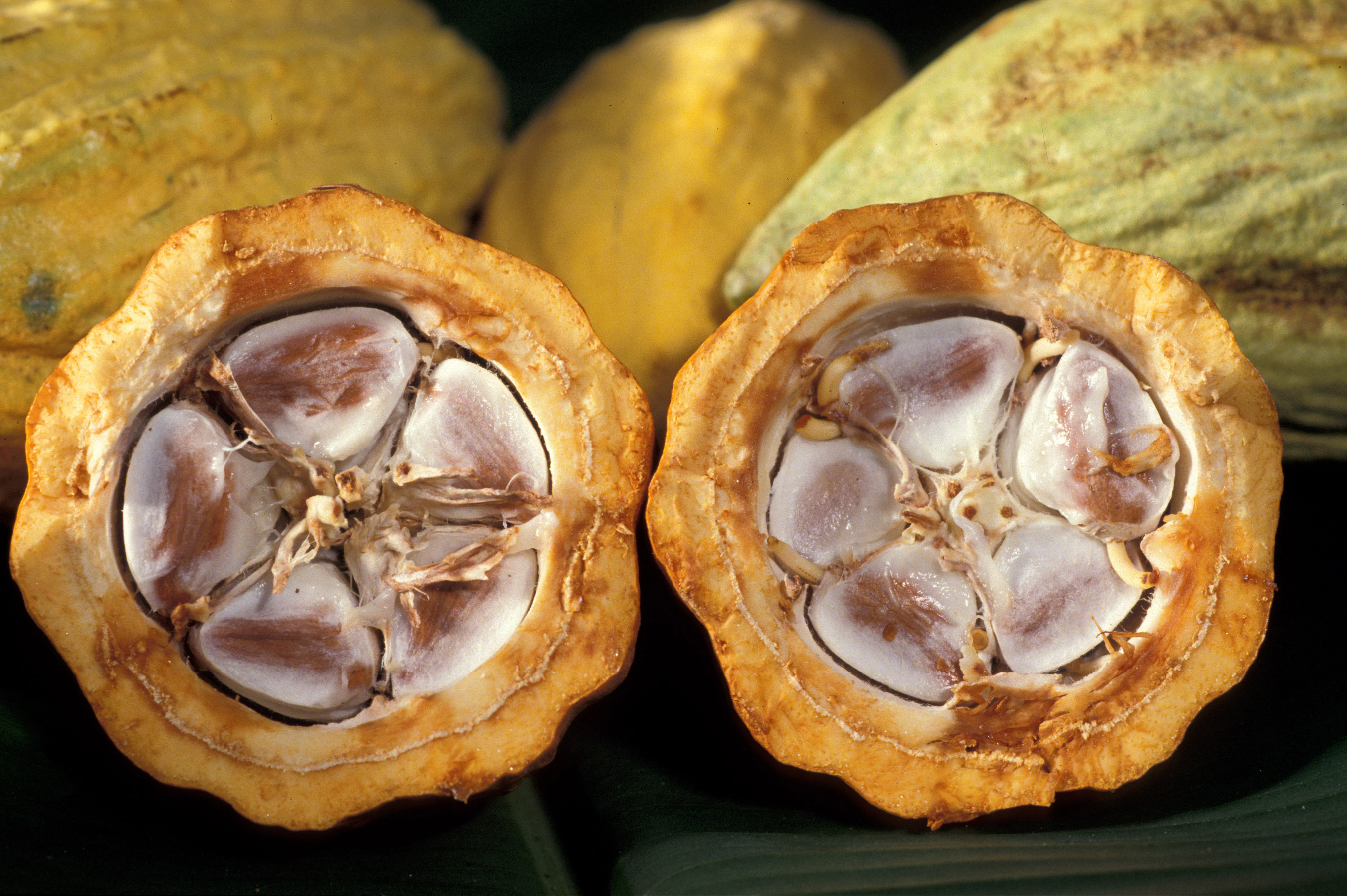
Fèves de cacao dans leur cabosse.

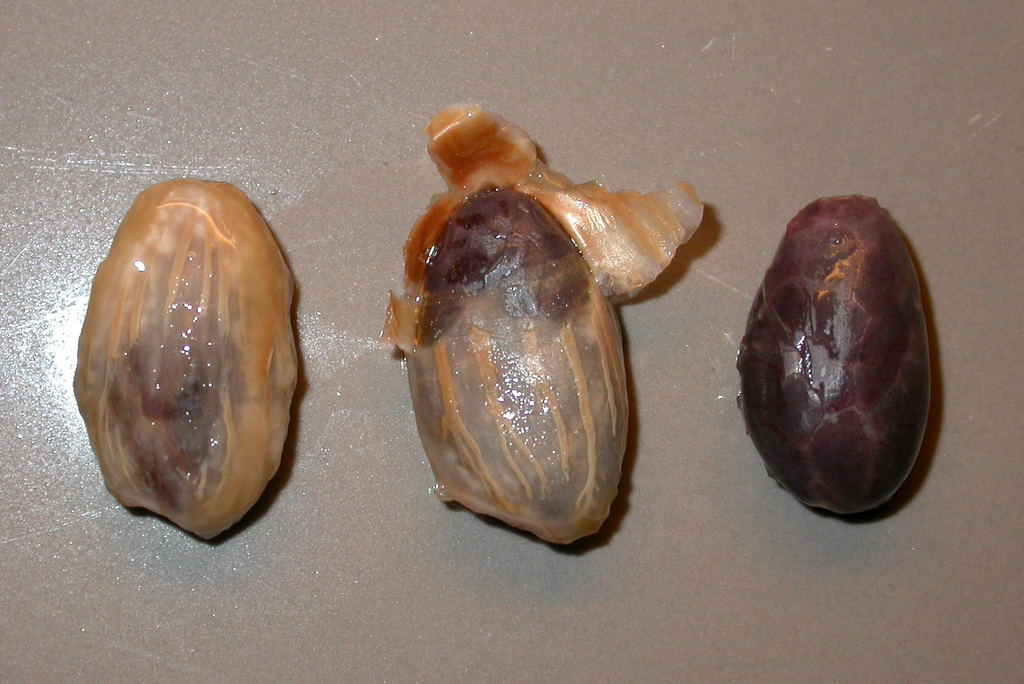
Avant de les semer, il faut débarrasser les fèves de leur pulpe mucilagineuse.

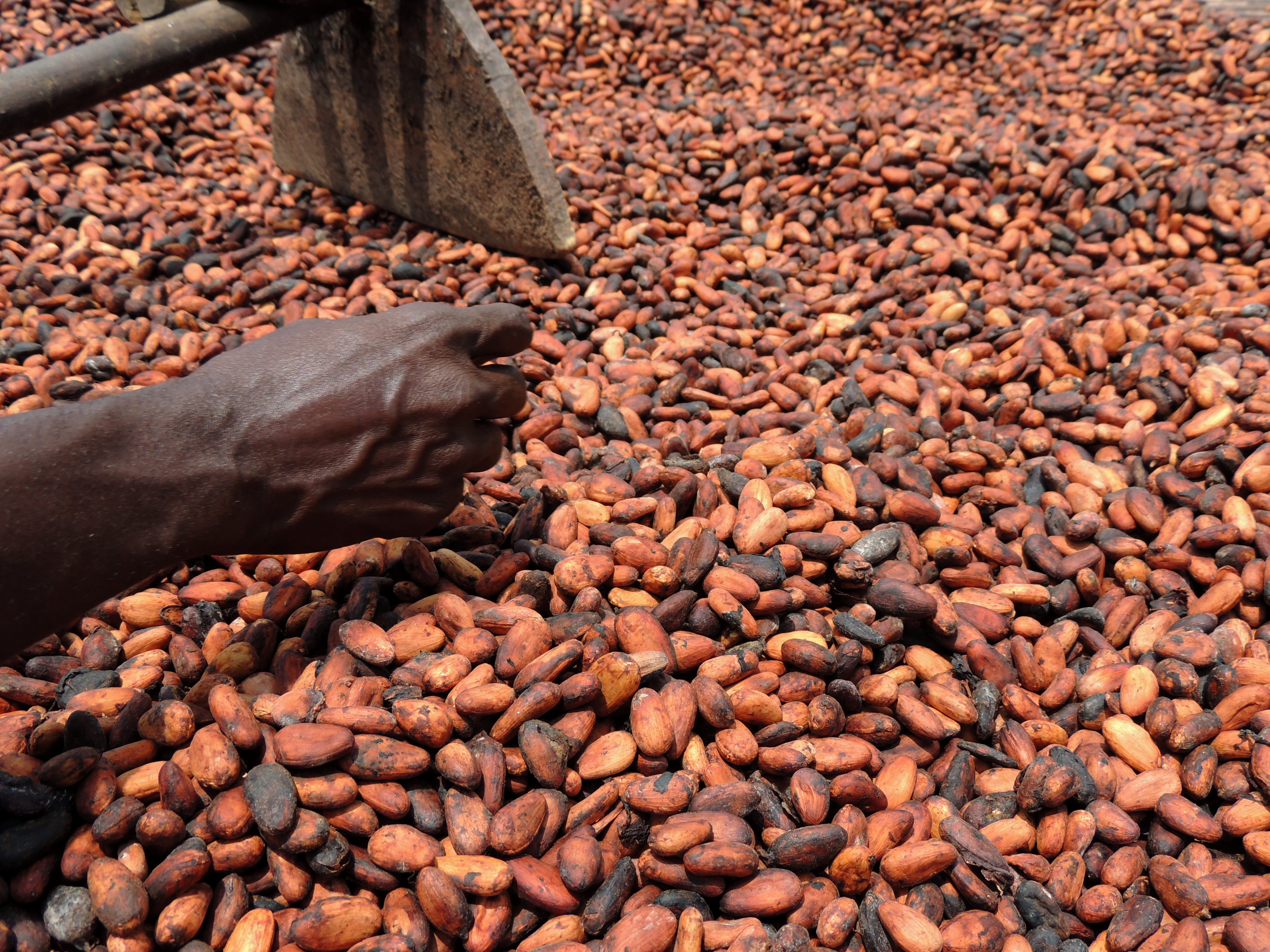
Fèves de cacao séchées.

Les fèves de cacao sont les graines du cacaoyer, qui sont utilisées pour la fabrication du chocolat. Elles sont extraites des baies, que l'on ouvre à la récolte et que l'on met à sécher. 
La cabosse contient 16  à   60 graines. Les fèves de cacao sont agglomérées au centre de la cabosse en une masse comportant cinq rangées correspondant aux cinq loges de l'ovaire. Elles ont une forme variable, ovoïde-aplatie et mesurent environ 25 mm de long, 15 mm de large et 8 mm d'épaisseur. Fraîches, elles sont gluantes car entourées d'une pulpe blanche appelée mucilage, celui-ci est sucré, acidulé et constitué à 80 % d'eau, 15 % de glucose et 5 % de pectine.
L'amande de la fève de cacao, est formée par un gros embryon qui comporte deux cotylédons repliés sur eux-mêmes. Elle est de couleur variable, allant du blanc au violet foncé selon les variétés. Elle est enveloppée d'un tégument de couleur rose ou rouge pâle.
Les fèves de cacao contiennent environ 50 % de matière grasse appelée beurre de cacao, 5 % d'eau, 7 % d'amidon, 4 % de cellulose, 2 % de théobromine, 20 % d'autres protéines et 6 % de substances minérales,.
Après la récolte, les graines de cacao sont fermentées et séchées pour donner les fèves de cacao du commerce. Pour la préparation du cacao et du chocolat, ces fèves sont torréfiées et dégermées chez les chocolatiers. La torréfaction, c'est-à-dire un chauffage de 140 à 160 °C pendant 20  à   30 minutes, permet le développement des arômes du cacao (voir les réactions de Maillard). On en retire les 50 % de graisse, que l'on appelle beurre de cacao, pour certains usages aromatiques et pharmaceutiques notamment.
Les cabosses contiennent des fèves, et les éclats de fève torréfiés et broyés prennent le nom de grués de cacao, parfois appelés nibs, terme anglais.

## Variétés des fèves
L'ancienne classification distingue trois types de fèves principales :
- le Criollo (terme d'ancien espagnol criollo signifiant « créole ») est la plus rare et la plus recherchée de toutes les variétés de cacao ;
- le Forastero ;
- le Trinitario croisements des précédentes.

La nouvelle classification de 2008, basée sur critères morpho-géographiques et génomiques propose dix groupes retenus et nommés en fonction de leur origine géographique ou du nom du cultivar traditionnel : Amelonado, Criollo, Nacional, Contamana, Curaray, Guiana, Iquitos, Marañon, Nanay, Purús ;
Le Cupuaçu est une espèce proche du cacao.